# 聰齊赫山
75°50′S 142°51′W / 75.833°S 142.850°W
聰齊赫山（英語：Zuncich Hill）是南極洲的山丘，位於瑪麗伯德地，處於錫米亞特科沃斯基冰川和艾爾薩耶德冰川之間，海拔高度1,075米，根據美國地質調查局的測量和美國海軍的空中照片被繪入地圖。